# Cambrin Military Cemetery
Cambrin Military Cemetery is een Britse militaire begraafplaats met gesneuvelden uit de Eerste Wereldoorlog, gelegen in de Franse gemeente Cambrin (departement Pas-de-Calais). De begraafplaats werd ontworpen door Charles Holden en ligt aan de Chemin du Cimetière Anglais op 350 m ten noordwesten van het centrum van de gemeente (Eglise Notre-Dame). Ze heeft een trapeziumvormig grondplan met een oppervlakte van ruim 3.900 m² en wordt aan de voorzijde afgebakend door een bakstenen muur en aan de andere zijden door een haag. In de westelijke hoek staat een vierkant toegangsgebouw met aan drie zijden een rondboogvormige doorgang en wordt afgedekt met een tentdak. Eén doorgang wordt afgesloten met een metalen hek. Dicht bij de muur staat links het Cross of Sacrifice en rechts de Stone of Remembrance. De begraafplaats wordt onderhouden door de Commonwealth War Graves Commission.
Er liggen 816 slachtoffers begraven.

## Geschiedenis
Ooit huisvestte het dorp de brigadehoofdkwartieren van het Britse leger maar tot het einde van de Eerste Wereldoorlog was het slechts 800 meter verwijderd van de frontloopgraven. In het dorp zijn  twee begraafplaatsen die gebruikt worden voor Britse gesneuvelden: de uitbreiding (Cambrin Churchyard Extension) van het kerkhof, overgenomen van de Franse troepen in mei 1915, en de militaire begraafplaats "achter het huis van de burgemeester". Cambrin Military Cemetery, vaak Cambrin Chateau Cemetery genoemd, werd in februari 1915 aangelegd en werd tot december 1918 gebruikt als frontbegraafplaats. Vele graven zijn van gesneuvelden van de Slag bij Loos en in rij D liggen 57 officieren en manschappen van de 1st King's (Liverpool Regiment) begraven die op 25 september 1915, de eerste dag van de slag stierven.
Er liggen 814 Britten, 1 Zuid-Afrikaan en 1 Duitser begraven.

## Graven
- de broers Edward en Philip Tennant waren korporaal bij het Middlesex Regiment en sneuvelden op 10 januari 1916. Ze liggen bij elkaar begraven.
- kapitein Alan Fox was een van de eerste vijf officieren die leerden vliegen en overstapte van de Royal Engineers naar het Royal Flying Corps.

### Onderscheiden militairen
- de kapiteins James Henry Aloysius Ryan (The King's (Liverpool Regiment), Francis Prior Lacy (Westmorland and Cumberland Yeomanry) en C.R.F. Sandford (King's Own Yorkshire Light Infantry) en onderluitenant W. Draycott-Wood (South Staffordshire Regiment) werden onderscheiden met het Military Cross (MC).
- onderluitenant Archibald Hillcoat MacDonald (Cameronians (Scottish Rifles)), compagnie kwartiermeester-sergeant J. Wells (Worcestershire Regiment), sergeant W.J. Curtis (Royal Engineers) en korporaal H. Tyne (Sherwood Foresters (Notts and Derby Regiment)) werden onderscheiden met de Distinguished Conduct Medal (DCM).
- nog 15 militairen werden onderscheiden met de Military Medal (MM).

### Minderjarige militairen
- soldaat Albert Edward Ambridge (The King's (Liverpool Regiment)) was 16 jaar toen hij op 25 september 1915 sneuvelde.
- schutter Richard John Rolling (Royal Engineers) en de soldaten Gordon Sydney Archer (The Queen's (Royal West Surrey Regiment), Eustace Nelson Heath (Middlesex Regiment) en Charles David Horlock (Army Cyclist Corps) waren 17 jaar toen ze sneuvelden.

### Aliassen
- soldaat J. O’Donnell diende onder het alias J. Dickinson bij het East Lancashire Regiment.
- soldaat George Truman diende onder het alias George Bruford bij het South Staffordshire Regiment.